# Mail.ru
Mail.Ru集團是一家成立於1998年的俄羅斯的網路公司，最初以提供電子郵件服務為主，及後成為俄語圈內主要網絡服務營運商。至於2013年，根據comScore，由Mail.ru自有網站共同持有最大受眾於俄羅斯以及抓住了大多數螢幕的時間。Mail.Ru網站每月達到俄羅斯網路用戶約86％及該公司為前5大的網路公司，是根據被閱覽過的造訪次數。 Mail.ru分別為操控第二及第三大受歡迎的俄羅斯社交網站Odnoklassniki和Moy Mir。Mail.ru持有VKontakte（39.99％）以及QIWI的少數股權，為原OE之投資（15.04％）。它還設有兩個即時通訊網路（Mail.Ru代理以及ICQ），電子郵件服務和網路用戶網站之Mail.ru，以及一些網路遊戲。

## 沿革
該企業是由Port.ru，成立於1998年由Eugene Goland，邁克爾·扎伊采夫和阿列克謝·克里芬柯夫作為分離出來的DataArt公司最初持有。它獲得了100萬美元的初始投資來自知名投資人（和擊劍冠軍）詹姆斯·米切爾先生。
該Mail.ru企業迅速擴大到2000年將達到俄羅斯的第一大市場的地位。然而，在嘗試使基金公司的擴張下，於2000年-2001年受到科技股泡沫以及Mail.ru瀕臨瓦解阻撓中，被迫尋找合併夥伴。
2001年，尤里·米爾納說服了著名企業家伊戈爾·林雪特斯來支援Mail.ru企業與NetBridge合併。伊戈爾·林雪特斯隨後參與了Mail.ru企業使發展中以發揮積極作用。為配合合併之下，尤里·米爾納成為Mail.ru執行長。
該公司開始在其現有名稱，經營於2001年10月16日，在此之前它的品牌名字是由Port.ru所擁有這的負責人德米特里·格里申。截至2009年，其全球Alexa排名為29。
2003年，尤里·米爾納從Mail.ru辭職，隨後成立了另一家網路企業，數碼天空科技（DST）。2006年，伊戈爾·林雪特斯賣掉了他在Mail.ru所有股權，老虎基金與米爾納的DST更超過1億美元。 2010年9月，DST更名為Mail.ru集團，德米特里·格里申成為Mail.ru集團共同創辦人之一。
2010年10月，Mail.ru通過子公司倫敦股市上市宣布計劃進行IPO。價值超過50億美元，本次IPO將提供約17％的附屬公司股權。該子公司將包括大約四分之一的Facebook的集團的股權，在俄羅斯最大的兩家社交網站以及Mail.ru以利害關係下，該公司已聘請高盛、摩根大通、摩根士丹利以及俄羅斯外貿銀行資本運行的上市。
2012年3月，尤里米爾納已經當任Mail.ru董事長之角色，並任職董事會一員。德米特里·格里申被選為董事會及同時保留他的執行長職位並委任為董事會主席。目前還沒有其他更動管理階層或董事會成員。
2021年10月，Mail.ru集團更名為VK公司，名字來源於其所營運的社交網站vkontakte。

## 統計
- 根據Alexa的數據，2007年6月，Mail.ru是最受歡迎的俄羅斯網站[12]。
- 2005年，有超過3000萬用戶提供了每日25萬封電子郵件。
- 截至2006年底曾宣布，與Yandex的戰略協議，實現了約使用Yandex的搜尋引擎，而不是Google。這已在2010年1月出現逆轉[13]。
- 2007年1月Mail.ru 30％的股份收購了南非公司Naspers公司1.65億元[14]。
- 據悉，由格里申的另外兩個股東是數碼天空科技（DST）和老虎環球管理（TGM）。

## 服務
Mail.Ru集團提供了多種於世界各地使用俄語者之網上通訊產品及娛樂服務：
- 電子郵件和用戶：電子郵件、網站首頁、內容項。
- 社交網絡：Odnoklassniki、My World 。
- 即時通訊：ICQ代理。
- 線上遊戲：MMO遊戲、社交遊戲、手機遊戲。
- 搜尋和電子商務：搜尋引擎、獵頭、價格比較。
- My.com：結合通訊和娛樂平台。

## 外部連結
- Mail.ru官方網站 Archive.today的存檔，存档日期2013-06-21（俄文）